# Romain Fondard
Romain Fondard (né le 25 janvier 1984 à Moulins dans l'Allier) est un coureur cycliste français, qui évolue sur route et en cyclo-cross. Il a notamment porté les couleurs des formations belges Groupe Gobert.com et Lotto-Bodysol

## Palmarès sur route

### Par année
- 2002
  - Champion d'Auvergne sur route juniors
- 2003
  - 2e du championnat du Nord-Pas-de-Calais sur route espoirs
- 2004
  - 3e étape du Kreiz Breizh Espoirs
  - Grand Prix de Gommegnies
  - Grand Prix de Saint-Aubert
  - Trio normand (avec Camille Bouquet et David Le Lay)
  - 3e du Grand Prix de la ville de Geel
- 2005
  - Grand Prix de Waregem
- 2009
  - 9e étape du Tour de Southland
- 2011
  - Tour du Canton de Châteaumeillant
  - 2e du Grand Prix d'Issoire
  - 2e du Challenge du Boischaut-Marche
  - 3e du Grand Prix de Beuvry-la-Forêt
  - 3e du Grand Prix des Foires d'Orval
- 2012
  - 2e du Tour du Canton de Saint-Ciers
  - 3e de Dijon-Auxonne-Dijon
- 2025
  - 2e du championnat de France sur route masters 3 (40-44 ans)[2]

### Classements mondiaux
| Année            | 2005 | 2006 | 2007 | 2008 | 2009 | 2010 |
| ---------------- | ---- | ---- | ---- | ---- | ---- | ---- |
| UCI Europe Tour  | 324e |      |      | 636e | 938e |      |
| UCI Oceania Tour |      |      |      |      |      | 53e  |

## Palmarès en cyclo-cross
- 1999-2000
  -  Champion de France de cyclo-cross cadets
- 2000-2001
  - 4e du championnat du monde de cyclo-cross juniors
- 2003-2004
  - 6e du championnat d'Europe de cyclo-cross espoirs
- 2003-2004
  - 3e du championnat de France de cyclo-cross espoirs
- 2024-2025
  -  Médaillé de bronze du championnat du monde de cyclo-cross masters (40-44 ans)[7],[8]